# Jeffrey Weeks
Jeffrey Weeks (1945–) angol szociológus, történész, a londoni South Bank University dékánja.

## Munkássága
Weeks a homoszexualitás társadalomtudományi megközelítésének egyik úttörője, írásai a modern homoszexuális identitás kialakulásáról a téma megkerülhetetlen alapírásainak számítanak. A queerelmélet más szerzőihez hasonlóan Weeks is azt állítja, hogy ugyan az azonos neműek közti szexuális és érzelmi kapcsolatok minden társadalomban jelen vannak, az ahogy az emberek (akár maguk a homoszexuálisok, akár a kívülállók) viszonyulnak hozzá radikálisan eltérő az egyes társadalmakban, történelmi korokban. A homoszexualitás, mint sajátos identitás kialakulása csak a 19. századra tehető. Marxista indíttatású elemzéseiben amellett érvel, hogy ez a változás a kapitalizmus kibontakozásával és az urbanizációval hozható összefüggésbe, mivel ez tette lehetővé a családi és szexuális viszonyok átrendeződését.
Akadémiai munkássága mellett Weeks a hetvenes évek Nagy-Britanniájában kialakuló melegmozgalom egyik meghatározó személyisége, a Gay Liberation Front (Meleg Felszabadítási Front) tagja. Több társával együtt 1975-ben megalapítja a Gay Left Collective-et (Baloldali Meleg Közösség), amely melegségüket nyíltan vállaló, marxista irányultságú emberek közössége volt.

## Fontosabb művei
- Coming Out: Homosexual Politics in Britain from the Nineteenth Century to the Present (Quartet Books, 1977) ISBN 0704321467
- Sex, Politics and Society. The Regulation of Sexuality since 1800 (Longman, 1981) ISBN 0582483336
- Sexuality and its Discontents: Meanings, Myths and Modern Sexualities (Routledge and Kegan Paul, 1985) ISBN 0710205643
- Sexuality (Horwood/Tavistock, 1986) ISBN 0745800025 ISBN 0415039541
- Invented Moralities. Sexual Values in an Age of Uncertainty (Polity Press/Columbia University Press, 1995) ISBN 0231104103
- Making Sexual History (Polity Press, 2000) ISBN 0-7456-2114-7

## Külső hivatkozások
- Jeffrey Weeks oldala a South Bank University honlapján